# Roman Böttcher
Roman Böttcher (* 9. Dezember 1979) ist ein früherer deutscher Crosslauf-Sommerbiathlet und heutiger Biathlontrainer.
Roman Böttcher nahm erstmals 1998 an Sommerbiathlon-Weltmeisterschaften in Osrblie teil und wurde 66. des Sprints. 1999 wurde er in Minsk Sprint-Zehnter. Die dritte WM wurden die Welttitelkämpfe in Chanty-Mansijsk mit den Plätzen 17 im Sprint und 16 in der Verfolgung. Seine letzte WM lief Böttcher 2004 in Forni Avoltri und belegte den 31. Rang im Sprint, wurde 27. der Verfolgung und 22. im Massenstart. Mit der Staffel um Michael Genz, Frank Röttgen und Wilhelm Rösch wurde er als Startläufer Sechster. 2004 lief Böttcher bei den ersten Biathlon-Europameisterschaften 2004 in Clausthal-Zellerfeld und wurde dort Sechster des Verfolgungsrennens. Letztes Großereignis war die EM 2005 in Bystřice, wo Böttcher Siebter im Sprint und Fünfter im Massenstart wurde. Mit Stefanie Hildebrand, Monika Liedtke und Röttgen gewann er im Mixed-Staffelwettbewerb hinter der russischen Staffel als Schlussläufer die Silbermedaille.
Zwischen 2000 und 2003 gewann Böttcher jährlich ein Rennen des Sommerbiathlon-Europacups. 2004 wurde er in Bystrice zudem je einmal Zweiter und Dritter in einem Europacup-Rennen. National gewann er zwischen 1999 und 2002 jeweils die Deutschen Meistertitel mit der Staffel, im Sprint und der Verfolgung. 2003 gewann er den Titel im Sprint, 2005 nochmals im Sprint und mit der Staffel.
Nach seinem Rücktritt ist Roman Böttcher als Biathlontrainer tätig. Er leitet als Headcoach den Bundesstützpunkt Todtnau/Notschrei und trainiert dort unter anderem Julia Tannheimer, Benedikt Doll, Roman Rees und Janina Hettich-Walz.

## Belege
1. ↑  Archivierte Kopie (Memento des Originals vom 16. Februar 2009 im Internet Archive)  Info: Der Archivlink wurde automatisch eingesetzt und noch nicht geprüft. Bitte prüfe Original- und Archivlink gemäß Anleitung und entferne dann diesen Hinweis.

| Personendaten    | Personendaten                      |
| ---------------- | ---------------------------------- |
| NAME             | Böttcher, Roman                    |
| KURZBESCHREIBUNG | deutscher Crosslauf-Sommerbiathlet |
| GEBURTSDATUM     | 9. Dezember 1979                   |